# دکس (یوتیوبر)
کیم جین یونگ (کره‌ای: 김진영؛ زادهٔ ۹ ژوئن ۱۹۹۵) که همچنین با نام دکس (انگلیسی: Dex؛ کره‌ای: 덱스) نیز شناخته می‌شود، بازیگر و یوتیوبر اهل کره جنوبی است.

## فیلم‌شناسی

### مجموعه تلویزیونی
| سال  | عنوان      | نقش          | منابع |
| ---- | ---------- | ------------ | ----- |
| ۲۰۲۴ | تاروت      | یون دونگ این | [ ۴ ] |
| ن/م  | I-Shopping | جونگ هیون    | [ ۵ ] |